# Argentiniceras
Argentiniceras – rodzaj głowonogów z podgromady amonitów.
Żył w okresie kredy (berrias).